# (29356) Giovarduino
(29356) Giovarduino (1995 SY29) – planetoida z pasa głównego asteroid okrążająca Słońce w ciągu 5,67 lat w średniej odległości 3,18 j.a. Odkryta 25 września 1995 roku.